# 324-я истребительная авиационная дивизия
324-я истребительная авиационная Свирская Краснознамённая дивизия (324-я иад) — соединение Военно-Воздушных сил (ВВС) Вооружённых Сил СССР в Великой Отечественной войне.

## Наименования
- 324-я истребительная авиационная дивизия;
- 324-я истребительная авиационная Свирская дивизия;
- 324-я истребительная авиационная Свирская Краснознамённая дивизия;
- 324-я истребительная авиационная Свирская Краснознамённая дивизия; ВВС МВО
- 324-я истребительная авиационная Свирская Краснознамённая дивизия ПВО[1].

## Создание дивизии
324-я истребительная авиационная дивизия сформирована в марте 1943 года в составе 7-й воздушной армии Карельского фронта.

## Расформирование дивизии
324-я истребительная авиационная Свирская Краснознамённая дивизия расформирована в составе 78-го иак ПВО 52-й ВИА ПВО Московского округа ПВО

## В действующей армии
В составе действующей армии:
- с 7 июля 1943 года по 14 ноября 1944 года.

## Командиры дивизии
| Звание                           | Ф. И. О.                  | Период                  | Примечание |
| -------------------------------- | ------------------------- | ----------------------- | ---------- |
| Полковник                        | Фомин Фёдор Иванович      | 19.07.1943 — 16.04.1944 | ВРИД       |
| Полковник                        | Ларюшкин Илья Павлович    | 17.04.1944 — 01.1946    |            |
| Полковник                        | Шинкаренко Фёдор Иванович | 01.1946 — 10.1946       | ВРИД       |
| Полковник                        | Чупиков Павел Фёдорович   | 04.1948 — 12.1949       |            |
| Полковник, генерал-майор авиации | Кожедуб Иван Никитович    | 1951 — 1953             |            |
| Полковник, генерал-майор авиации | Вишняков Сергей Фёдорович | 02.1955 — 12.1957       |            |

## В составе объединений
| Дата          | Фронт (округ)                        | Армия                               | Корпус                                     |
| ------------- | ------------------------------------ | ----------------------------------- | ------------------------------------------ |
| 25.03.1943 г. | Карельский фронт                     | 7-я воздушная армия                 |                                            |
| 15.11.1944 г. | Резерв Верховного Главнокомандования | 7-я воздушная армия                 | -                                          |
| 09.05.1945 г. | Резерв Верховного Главнокомандования | 7-я воздушная армия                 | -                                          |
| 10.06.1945 г. | Московский военный округ             | ВВС Московского военного округа     |                                            |
| 31.03.1951 г. | Группа войск в Корее                 |                                     | 64-й истребительный авиационный корпус     |
| 01.04.1952 г. | Московский район ПВО                 | 52-я воздушная истребительная армия | 78-й истребительный авиационный корпус ПВО |
| 20.08.1954 г. | Московский округ ПВО                 | 52-я воздушная истребительная армия | 78-й истребительный авиационный корпус ПВО |
| 01.04.1958 г. | Московский округ ПВО                 | 52-я воздушная истребительная армия | 78-й истребительный авиационный корпус ПВО |

## Участие в операциях и битвах
- Великая Отечественная война (1943—1945 гг.):
  - Оборона Заполярья — с 7 июля 1943 года по 14 ноября 1944 года.
  - Свирско-Петрозаводская операция[4] — с 21 июня 1944 года по 9 августа 1944 года.
  - Петсамо-Киркенесская операция[4] — с 7 октября 1944 года по 29 октября 1944 года.
- Война в Корее — с 2 апреля 1951 года по февраль 1952 года.

## Состав дивизии
| Полк                                              | Период                     | Примечание                       |
| ------------------------------------------------- | -------------------------- | -------------------------------- |
| 29-й гвардейский истребительный авиационный полк  | 28.09.1944 — 13.02.1950 г. | Убыл в 106-ю иад                 |
| 32-й гвардейский истребительный авиационный полк  | 15.02.1950 — 22.11.1950 г. | Убыл в 9-ю иад                   |
| 176-й гвардейский истребительный авиационный полк | 29.05.1946 — 06.03.1958 г. | Убыл в 98-ю гв. иад              |
| 152-й истребительный авиационный полк             | 03.07.1943 — 24.02.1944 г. | Передан в состав 260-й сад       |
| 178-й истребительный авиационный полк ПВО         | 01.04.1952 — 06.03.1958 г. | Передан в состав 15-й гв. иад    |
| 191-й истребительный авиационный полк             | 11.09.1944 — 28.09.1944 г. | Передан в состав 257-й иад       |
| 195-й истребительный авиационный полк             | 25.03.1943 — 25.05.1947 г. | Расформирован                    |
| 196-й истребительный авиационный полк ПВО         | 28.09.1944 — 24.03.1958 г. | Расформирован вместе с 324-й иад |
| 197-й истребительный авиационный полк             | 05.10.1944 — 02.05.1945 г. | Передан в состав 178-й иад       |
| 197-й истребительный авиационный полк             | 30.12.1945 — 08.06.1946 г. | Расформирован                    |
| 760-й истребительный авиационный полк             | 16.06.1944 — 29.09.1944 г. | Передан в состав 257-й иад       |
| 245-й штурмовой авиационный полк                  | 24.02.1944 —               | аэродром Белое море              |

| Як-9 | Як-9УМ | Як-9 |

## Боевой состав на 9 мая 1945 года
- 29-й гвардейский истребительный авиационный полк (Як-9)
- 195-й истребительный авиационный полк (Як-9)
- 196-й истребительный авиационный полк (Як-9)
- 197-й истребительный авиационный полк (Як-9)

## Боевой состав в Корейской войне
- 176-й гвардейский истребительный авиационный полк (МиГ-15)
- 196-й истребительный авиационный полк (МиГ-15)

## Боевой состав на 1955 год
- 176-й гвардейский истребительный авиационный полк (Орешково, Калужская область, МиГ-15, МиГ-17)
- 196-й истребительный авиационный полк (Ермолино, Калужская область, МиГ-15, МиГ-17)
- 178-й истребительный авиационный полк (Орешково, Калужская область, МиГ-15, МиГ-17)

## Почётные наименования
324-й истребительной авиационной дивизии за успешные действия в ходе Свирско-Петрозаводской операции приказом Верховного Главнокомандующего присвоено почётное наименование «Свирская».

## Награды
324-я истребительная авиационная Свирская дивизия Указом Президиума Верховного Совета СССР от 31 октября 1944 года за образцовое выполнение заданий командования в боях с немецко-фашистскими захватчиками, за овладение городом Петсамо (Печенга) и проявленные при этом доблесть и мужество награждена орденом «Боевого Красного Знамени».

## Благодарности Верховного Главнокомандующего
- за форсирование реки Свирь[14]
- за овладение городом Петсамо (Печенга)[15]
- за освобождение района Никель, Ахмалахти, Сальмиярви[16]
- за овладение городом Киркенес[17]
- за освобождение Печенгской области[18]

## Отличившиеся воины дивизии

### Герои Советского Союза, удостоенные звания за Великую Отечественную войну
| Герои Советского Союза | Герои Советского Союза         | Герои Советского Союза | Герои Советского Союза | Герои Советского Союза | Герои Советского Союза |
| ---------------------- | ------------------------------ | --- | ---------------------- | ---------------------- | ---------------------- |
| №                      | Фамилия Имя Отчество           | Воинское звание, должность, подразделение, часть, соединение на день присвоения звания                                                                                         | Дата присвоения звания | Номер медали           |                        |
| 1                      | Билюкин Александр Дмитриевич   | капитан, командир эскадрильи 196-го истребительного авиационного полка 324-й истребительной авиационной дивизии 7-й воздушной армии                                            | 02.11.1944             | 3781                   |                        |
| 2                      | Зюзин Пётр Дмитриевич          | гвардии лейтенант, штурман эскадрильи 29-го гвардейского истребительного авиационного полка 324-й истребительной авиационной дивизии 7-й воздушной армии                       | 02.11.1944             | 4318                   |                        |
| 3                      | Кузнецов Николай Александрович | майор, помощник командира 760-го истребительного авиационного полка по воздушно-стрелковой службе 324-й истребительной авиационной дивизии 7-й воздушной армии                 | 26.10.1944             | 4312                   |                        |
| 4                      | Леонович Иван Семёнович        | гвардии старший лейтенант, заместитель командира эскадрильи 29-го гвардейского истребительного авиационного полка 324-й истребительной авиационной дивизии 7-й воздушной армии | 02.11.1944             | 4317                   |                        |

### Герои Советского Союза, удостоенные звания за Корейскую войну
| Герои Советского Союза | Герои Советского Союза      | Герои Советского Союза | Герои Советского Союза | Герои Советского Союза | Герои Советского Союза |
| ---------------------- | --------------------------- | --- | ---------------------- | ---------------------- | ---------------------- |
| №                      | Фамилия Имя Отчество        | Воинское звание, должность, подразделение, часть, соединение на день присвоения звания                                           | Дата присвоения звания | Номер медали           |                        |
| 1                      | Гесь Григорий Иванович      | командир эскадрильи 176-го гвардейского истребительного авиационного полка 324-й истребительной авиационной дивизии              | 10.10.1951             | 10871.                 |                        |
| 2                      | Крамаренко Сергей Макарович | заместитель командира эскадрильи 176-го гвардейского истребительного авиационного полка 324-й истребительной авиационной дивизии | 10.10.1951             | 9283                   |                        |
| 3                      | Пепеляев Евгений Георгиевич | командир 196-го истребительного авиационного полка 324-й истребительной авиационной дивизии                                      | 22.04.1952             | 9290                   |                        |

- Субботин Серафим Павлович, лётчик 176-го гвардейского истребительного авиационного полка 324-й истребительной авиационной дивизии 10 октября 1951 года Указом Президиума Верховного Совета СССР удостоен звания Герой Советского Союза. Золотая Звезда № 9289.
- Образцов Борис Александрович, старший лейтенант, лётчик 176-го гвардейского истребительного авиационного полка 324-й истребительной авиационной дивизии 10 октября 1951 года Указом Президиума Верховного Совета СССР удостоен звания Герой Советского Союза. Посмертно.
- Шебанов Фёдор Акимович, старший лейтенант, старший лётчик 196-го истребительного авиационного полка 324-й истребительной авиационной дивизии 10 октября 1951 года Указом Президиума Верховного Совета СССР удостоен звания Герой Советского Союза. Посмертно.

## Базирование дивизии
| Период                  | Место базирования                      |
| ----------------------- | -------------------------------------- |
| 11.1945 — 11.1950       | Кубинка, Московская область            |
| 11.1950 — 01.04.1951    | Аньшань, Китай                         |
| 01.04.1951 — 01.02.1952 | Аньдун, Китай                          |
| 01.02.1952 — 01.03.1958 | Орешково и Ермолино, Калужская область |

| МиГ-17 | МиГ-15 | МиГ-17 |

## Память

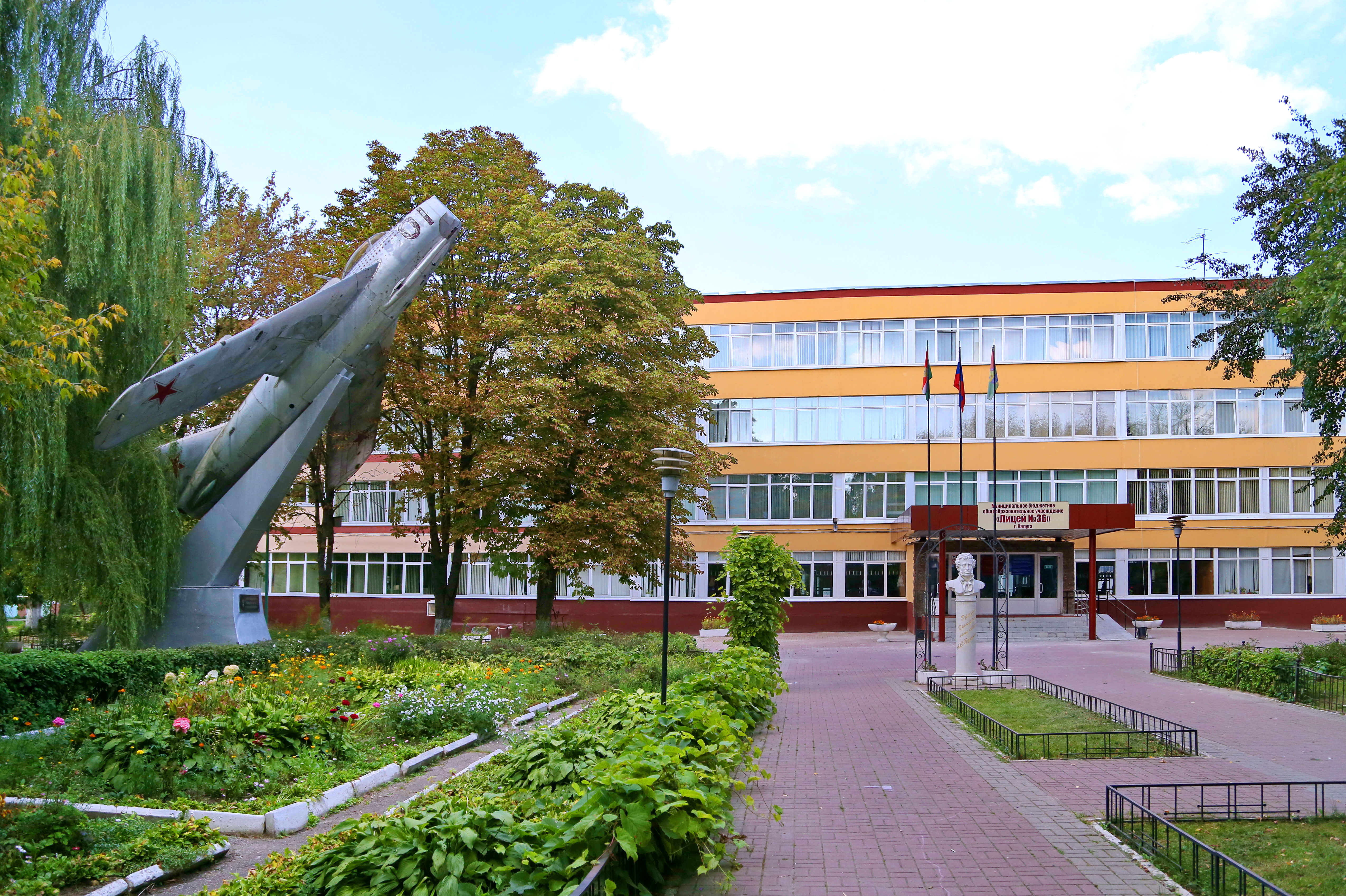
Самолёт МиГ-17 у Лицея № 36 г. Калуга

В честь лётчиков 324-й истребительной авиационной дивизии в средней школе № 36 города Калуги (ныне Лицей № 36, ул. Рылеева, д. 18) установлен на постамент самолёт МиГ-17, в школе создан музей дивизии.